# Эффект Икара
Эффект Икара (англ. Deus Ex: Icarus Effect) — художественный научно-фантастический роман, написанный американским писателем Джеймсом Сваллоу (англ. James Swallow) и описывает события, предшествующие компьютерным играм «Deus Ex: The Fall» и «Deus Ex: Human Revolution» разработки Eidos Montreal.
«Deus Ex: Icarus Effect» был издан отдельной книгой 22 февраля 2011 года — за полгода до выхода «Deus Ex: Human Revolution». Основным издателем романа является Del Rey Books. «Deus Ex: Icarus Effect» является технотриллером и относится к жанру «киберпанк», его события разворачиваются в вымышленной вселенной Deus Ex и происходят незадолго до начала событий игры «Deus Ex: Human Revolution». Основными действующими персонажами романа являются Анна Келсо и Бен Саксон, которые расследуют и борются против всемирного заговора, организованного таинственной могущественной корпорацией.

## История
В 2007 году, после начала разработки «Deus Ex: Human Revolution», её разработчик, студия Eidos Montreal, пригласила на пост сценариста писателя Джеймса Сваллоу, который на тот момент был прославленным беллетристом, известным благодаря новеллизациям вселенной Warhammer 40,000 и уже работавшим в качестве сценариста над играми «Killzone 2» и «Enslaved: Odyssey to the West».
Книга «Deus Ex: Icarus Effect» была официально анонсирована 12 июля 2010 года издательством Del Rey Books. Дата выпуска была назначена на 2011 год в Северной Америке и Европе, были указаны автор (Джеймс Сваллоу), основы сеттинга и сюжета, а также некоторые другие детали.
Первое издание «Deus Ex: Icarus Effect» вышло 22 февраля 2011 года на территории Северной Америки в виде 352-страничной книги на английском языке от издательства Del Rey Books. В этот же день роман вышел в Великобритании в 368-страничной книге от лондонского издательского дома Titan Books.
В июне 2011 года вышло русскоязычное издание, выпущенное издательством «Азбука-Аттикус».

## Сюжет
Книга «Deus Ex: Icarus Effect» является приквелом к событиям игры «Deus Ex: Human Revolution», которая, в свою очередь, является приквелом к первоначальной «Deus Ex» 2000 года выпуска.
Действие книги происходит в 2027 году. Основными действующими лицами книги являются агент секретной службы Анна Келсо (англ. Anna Kelso) и британский наёмник Бен Саксон (англ. Ben Saxon). Они оказываются в самом центре огромного заговора, который организован Тиранами — группой бывших военных, служащих мировой закулисе и выступающих противниками Адама Дженсена в игре «Deus Ex: Human Revolution». Тираны намеренно разжигают хаос в обществе, инициируют конфликты и нестабильность. Анна Келсо во время очередной операции потеряла напарника и в поисках виновных натыкается на Тиранов. С другой стороны, бывший английский спецназовец из SAS Саксон, теперь служащий наёмником у Тиранов, не согласен с безжалостными методами своего нанимателя и начинает борьбу против него. Так Келсо и Саксон объединяют свои усилия для борьбы против общего врага. После этих событий разворачиваются события игры «Deus Ex: The Fall»

## Рецензии
Электронный журнал bit-tech в рецензии на книгу «Deus Ex: Icarus Effect» отметил, что она является удивительно верной, последовательной и правильной интерпретацией вселенной Deus Ex. Было отмечено следование канонам вселенной, таким как достоверность будущих технологий, трансгуманизм, мировые корпорации и заговоры. Журналисты отметили очень динамичный сюжет, ориентированный на быструю смену событий, и описали его как палку о двух концах: вследствие динамизма книга является захватывающей, однако из-за него недостаточно полно раскрываются многие темы игровой вселенной, такие как философия, трансгуманизм и проблемы будущего. Персонажей журналисты описали как правдоподобных и симпатичных, а сюжет — заполненный запоминающимися моментами и брутальными схватками. В итоге, «Deus Ex: Icarus Effect» оценена не как идеальное произведение, однако оно, по мнению рецензентов, как и сама игра, приближается к идеалу настолько, насколько это возможно. Книга получила оценку 90 %.
Русскоязычный журнал «Игромания» поставил книге оценку в 4 балла из 5 возможных, заявив, что «Icarus Effect однозначно заслуживает внимания всех, кто с нетерпением ждет пришествия нового Deus Ex». Журналисты Игромании заявили, что Сваллоу поместил в «Deus Ex: Icarus Effect» все необходимые атрибуты технотриллера, сделав его динамичным и интересным. Однако, по мнению обозревателей, роман излишне прямолинеен и не раскрывает всю глубину и широту конфликта во вселенной Deus Ex — противостояния планетарного масштаба между «чистыми» людьми и кибернетически модифицированными, разнообразия враждующих сторон и запутанного клубка тайн.
Обозреватель сайта The Gaming Review отметил, что «Deus Ex: Icarus Effect» может быть понята и будет интересна не только фанатам вселенной Deus Ex, но и совершенно незнакомым с ней людям. Положительно описаны понимание вселенной Deus Ex со стороны автора и большая любовь к ней. В итоге сказано, что «Deus Ex: Icarus Effect» будет интересна всем любителям киберпанка, персонажи и события так хорошо соединены, сюжетная линия так напряжена, что невозможно остановиться. «Если вы ищете экшен-произведение, действие которого разворачивается в будущем, то вы не можете пройти мимо этой книги», — в заключение отметили рецензенты.
Марко Фьйори (англ. Marco Fiori), сотрудник сайта Xboxer360.com, в рецензии на «Deus Ex: Icarus Effect» заявил, что соединение многогранного, глубокого и реалистичного мира Deus Ex вместе с талантом и писательской плодовитостью Джеймса Сваллоу сделало роман перспективным и многообещающим ещё до своего выхода. И Сваллоу не опроверг эти ожидания, написав захватывающее произведение, эксплуатирующее достижения современной генетики, технологического прогресса и таинственные организации. Журналист заявил, что две сюжетные линии явно создают перекос в повествовании, а начало романа не даёт читателю понять до конца его смысл. Однако в книге представлен удивительно глубокий взгляд на недалёкое будущее, его проблемы и конфликты. По мнению Фьори, футуристический и глубокий сеттинг книги делает её неизбежно интригующей, а использование Сваллоу описательных приёмов делает повествование особенно интересным и не «топит» читателя в море технологических аспектов и описаний. Ещё одним достоинством романа было названо мастерство Сваллоу не давать читателю возможности предугадывать события — часто они разворачиваются совсем не так, как мог бы предположить читатель. Фьори отметил, что реализм часто ставится в ущерб повествованию, автор фокусируется на развлечении читателя другим элементам, а концовка содержит классический хэппи-энд. В заключение рецензент заявляет, что «Deus Ex: Icarus Effect» является захватывающим произведением, которое держит читателя на протяжении всего его прочтения.
Джозеф Хэйвуд (англ. Joseph Haygood), рецензент сайта ggsgamer, заявил, что хороший контакт Сваллоу с разработчиками игры «Deus Ex: Human Revolution» и твёрдое понимание игрового мира в целом позволили ему создать качественную книгу, органично вплетённую во вселенную Deus Ex и дополняющую её. Хэйвуд заявил, что Сваллоу добился в романе устойчивого повествования, где все действия и события красиво разделены и распределены по сюжету. К мелким недостаткам рецензент причислил некоторые провисания и перегибы в описании тех или иных элементов, а также неожиданное поведение персонажа Скайлер (англ. Skyler), которая вначале книги играет важную роль, а потом неожиданно исчезает из сюжета. В итоге книга была названа очень качественной и несомненно интересной для всех любителей научной фантастики, не говоря о поклонниках Deus Ex. «Книга быстро и интересно читается, и после её прочтения хочется узнать дальнейшее продолжение истории Бена и Анны», — подытожил обозреватель.
Бэйрон Фортнайтли (англ. Baron Fortnightly), сотрудник сайта Blogomatic3000, сравнил «Deus Ex: Icarus Effect» с произведениями Уильяма Гибсона, ключевого писателя в жанре киберпанк. Редактор положительно отметил множественные переплетения мест, событий и персонажей между романом и вселенной Deus Ex, что, по его мнению, стимулирует читателей, не игравших в игры, сделать это для более глубокого погружения в авторский мир. В общем книга была оценена положительно, и Фортнайтли заявил, что эта книга подходит всем любителям киберпанка, технотриллеров и вселенной Deus Ex, а также добавил, что он надеется на другие произведения по вселенной Deus Ex за авторством Сваллоу.